# Estonština

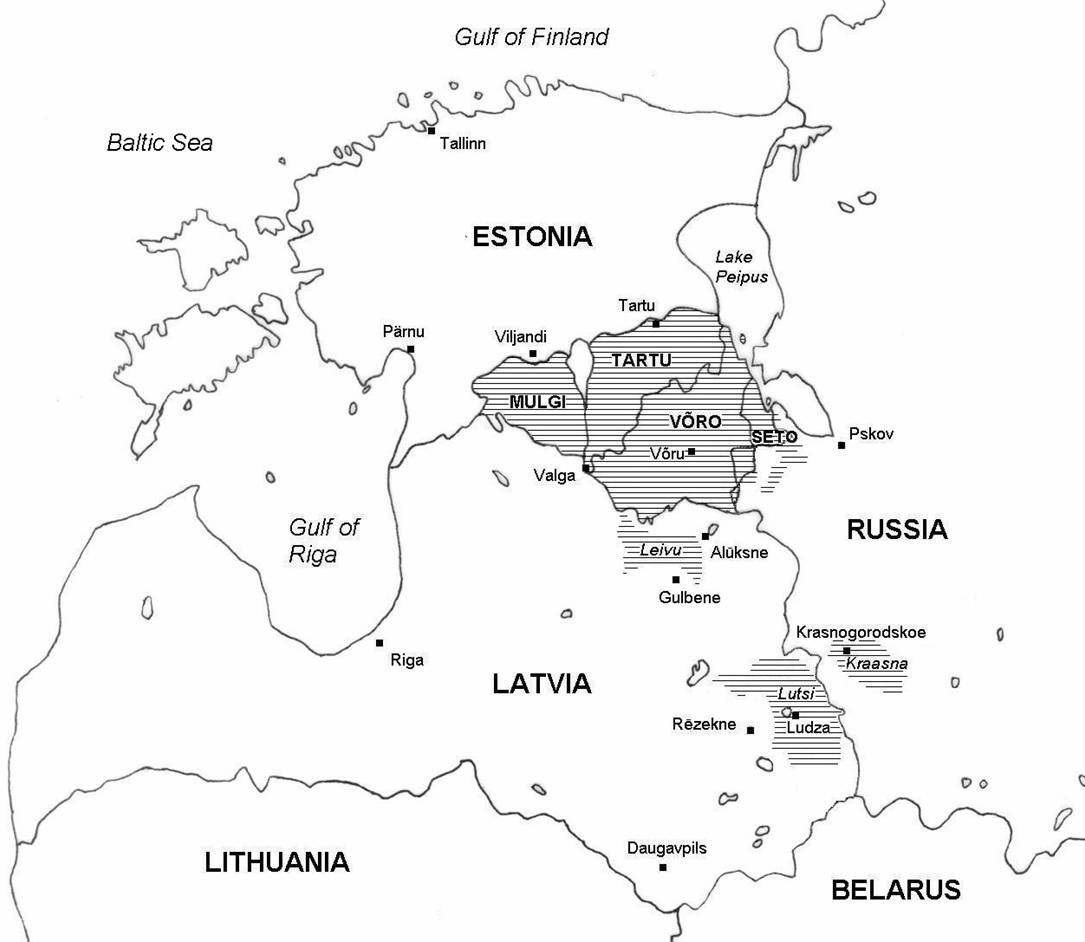
Oblast jižní estonštiny

Estonština (estonsky eesti keel) je jazyk baltofinské větve ugrofinských jazyků. Estonština je příbuzná s finštinou a vzdáleně také s maďarštinou. Do skupiny ugrofinských jazyků patří také několik malých jazyků, například livonština, karelština, laponština, marijština a další. Estonština není příbuzná s jazyky sousedních národů (ruštinou, lotyštinou, švédštinou), které patří do indoevropské jazykové rodiny.
Estonsky jakožto mateřským jazykem mluví celosvětově přibližně 1,1 milionu lidí, z nichž většina (asi 922 000) žije v Estonsku. Estonština je jediným úředním jazykem v Estonsku a jedním z 24 úředních jazyků Evropské unie.
Jedním z charakteristických rysů estonštiny je trojí délka hlásek: krátká, dlouhá a předlouhá. Těchto různých délek nabývají nejen samohlásky, ale i souhlásky.

## Historie estonštiny
Nejstarší doložený výskyt estonského slova se datuje do 8. století n. l., kdy kněz Aethicus Ister ve svém díle Cosmographia zmínil ostrov Taraconta (Tharaconta). Jde pravděpodobně buď o označení celého Estonska, nebo jeho největšího ostrova Saaremaa. Jméno Taraconta lze vyložit jako spojení slov Taara a kond. Taara byl zřejmě jedním z nejdůležitějších bohů starých Estonců a přípona -kond (staroestonsky -konda) v estonštině označuje skupinu lidí, např. perekond je „rodina“, anebo územní jednotku, např. maakond je „provincie, kraj“. „Taraconta“ tak mohlo být označením Estonců jako „uctívačů boha Taary“ nebo estonského území jako „země boha Taary“.
Více písemných záznamů o vývoji estonštiny se dochovalo z 13. století. Například latinsky psaná kronika Heinrici Chronicon Livoniae popisující křížové výpravy německých a skandinávských křižáků proti Estoncům již obsahuje slova a části vět v estonštině.
V důsledku křížových výprav se na území dnešního Estonska a Lotyšska usadila dolnoněmecká šlechta a měšťané. Přestože v průběhu následujících 700 let se na tomto území střídala období různé cizí nadvlády (dánské, polské, švédské, ruské), nejsilněji estonštinu ovlivnily dolní němčina a horní němčina a také místní dialekty baltské němčiny, které se z nich vyvinuly.
Prvním souvislým estonským textem je rukopis Kullamaa z let 1524–1528. Jde o jedenáct dochovaných stránek luteránského katechismu, které obsahují dvě modlitby – Otčenáš a Zdrávas Maria – a vyznání víry.
První estonské gramatiky a slovníky byly sestaveny v 17. století v němčině a latině. Autorem první z nich byl v roce 1637 německý farář Heinrich Stahl. Od té doby do současnosti se rozvíjí také literatura v estonštině, ačkoliv až do poloviny 18. století o status spisovné estonštiny bojovaly dvě jazykové varianty, severní (okolí Tallinnu) a jižní (okolí Tartu) estonština. V roce 1739 byl vydán první úplný překlad Bible do estonštiny. Vzhledem k tomu, že šlo o severní estonštinu, získala tato jazyková varianta dominantní postavení. Druhým důvodem úpadku jižní estonštiny bylo vypálení Tartu v roce 1708 během války mezi Švédy a Rusy a následná deportace jeho obyvatel do Ruska.
V období národního obrození v polovině 19. století dochází k prudkému rozvoji estonštiny, která se z jazyka rolníků stala jazykem kultury. Estonština se začala používat také ve vědě. Karl August Hermann v roce 1884 vydal první gramatiku estonštiny psanou estonsky, což hrálo významnou roli při její standardizaci.
Během prvních desetiletí 20. století si estonské vzdělané vrstvy určily za cíl rozvoj estonštiny jako evropského kulturního jazyka. Důležitou roli v tomto úsilí měl Johannes Aavik, který se snažil o to, aby literární jazyk byl bohatší a krásnější. Vycházel při tom z finštiny a estonských nářečí, ale vytvářel také umělá slova a tvary. Dalším významným průkopníkem v oblasti jazyka byl Johannes Voldemar Veski, jenž se zaměřil na standardizaci terminologie. Jeho největším přínosem je standardizace přípon, kterými se odvozují estonská slova.
Důležitou roli při utváření spisovného jazyka měly také normativní slovníky. První takový slovník estonštiny byl vydán v roce 1918.
V období sovětské okupace v letech 1940–1991 se standardizace jazyka a přísné dodržování pravidel staly způsobem národního odporu. Používání estonštiny bylo jedním z nejsilnějších projevů národní identity. Estonština přečkala rusifikaci také díky tomu, že sovětské úřady nezakázaly její používání ve vědě, veřejném životě ani ve školství.
Od 90. let 20. století dochází k uvolnění jazykových norem a začínají se opět objevovat různé sociolekty a jazykové varianty estonštiny. Současná spisovná estonština je založena převážně na nářečích severní estonštiny. Druhým jazykem, kterým se na území dnešního Estonska mluvilo, byla jižní estonština. Z jižní estonštiny se do současnosti dochovalo několik nářečí, která jsou foneticky a gramaticky odlišná od spisovné estonštiny. V posledních letech 20. století však začalo obrození jižní estonštiny na základě nářečí Võro.
1. května 2004 se estonština stala jedním z tehdy dvaceti úředních jazyků Evropské unie.

## Abeceda
Estonština používá upravenou latinku. Abeceda obsahuje 32 písmen, přesně v následujícím pořadí:
| Velká písmena | A | B | C | D | E | F | G | H | I | J | K | L | M | N | O | P | Q | R | S | Š | Z | Ž | T | U | V | W | Õ | Ä | Ö | Ü | X | Y |
| Malá písmena  | a | b | c | d | e | f | g | h | i | j | k | l | m | n | o | p | q | r | s | š | z | ž | t | u | v | w | õ | ä | ö | ü | x | y |

Písmena C, F, X, Y se vyskytují pouze v cizích slovech.

## Výslovnost
Estonština používá fonematický a morfematický pravopis, stejně jako čeština. Proto je její výslovnost relativně jednoduchá, protože „co vidíme, to vyslovujeme“. Psaná podoba nicméně nerozlišuje dlouhou a předlouhou výslovnost hlásek a není také označena palatalizace (měkčení). Některé psané tvary se stále píší historickým pravopisem, přestože výslovnost je jiná. Většina Estonců například nevyslovuje počáteční hlásku „h“.
Přízvuk v estonštině je s několika málo výjimkami na první slabice (stejně jako v češtině), častý je vedlejší přízvuk na lichých nekoncových slabikách.

### Samohlásky
Samohlásky jsou v estonštině velmi důležité. Je jich devět (u, o, a, õ, ü, ö, ä, e, i) a tvoří celkem 36 dvojhlásek. Některá slova obsahují pouze samohlásky, např. öö („noc“), nebo ei („ne“).
Na rozdíl od některých jiných ugrofinských jazyků spisovná estonština ani většina estonských nářečí nezná pravidlo vokálové harmonie. Podle tohoto pravidla by se ve slově měly vyskytovat buď jen předopatrové samohlásky (ä, ö, ü) nebo jen zadopatrové samohlásky (a, o, u). Pravidlo vokálové harmonie nicméně platí v nářečí võro (například küla ve spisovné estonštině a külä ve võrštině).

### Souhlásky
Souhláskové shluky jsou v estonštině neoblíbené, zejména na začátku slov. Většina souhláskových shluků se objevuje v přejatých slovech.

## Gramatika
Typologicky estonština představuje přechodnou formu mezi aglutinačním a flektivním jazykem. Jak syntax, tak slovní zásoba byly značně ovlivněny němčinou. V estonštině neexistuje člen určitý ani neurčitý.

## Hláskové změny v estonštině
V estonštině dochází k celé řadě hláskových změn, a to buď kvantitativních (rozdíl v délce hlásky) nebo kvalitativních (záměna jedné souhlásky za druhou).
Kvantitativní změny se u samohlásek týkají většinou záměny mezi dlouhými a předlouhými. U souhlásek jde obvykle o různé záměny všech tří délek.
Přehled možných kvalitativních změn:
| Kvalitativní změny souhlásek |                                        |
| ---------------------------- | -------------------------------------- |
| b - v                        | leib (chleba) – leivata (bez chleba)   |
| b - 0                        | tuba (pokoj) – toas (v pokoji)         |
| mb - mm                      | sambad (sloupy) – sammaste (sloupů)    |
| d - 0                        | kaduma (ztratit se) – kaob (ztratí se) |
| d - j                        | sadama (pršet) – sajab (prší)          |
| ld - ll                      | sild (most) – sillal (na mostě)        |
| rd - rr                      | kord (pořádek) – korras (v pořádku)    |
| nd - nn                      | lind (pták) – linnud (ptáci)           |
| ht - h                       | leht (list) – lehe (gen. listu)        |
| g - 0                        | sulg (pero) – suled (peří)             |
| lg - lj                      | selg (záda) – seljas (na zádech)       |
| rg - rj                      | härg (vůl) – härjale (volovi)          |
| hk - h                       | muhk (boule) – muhuline (boulovatý)    |
| sk - s                       | oskama (umět) – osav (šikovný)         |
| rs - rr                      | vars (stopka) – varred (stopky)        |

| Kvalitativní změny samohlásek |                                                |
| ----------------------------- | ---------------------------------------------- |
| a - 0                         | tütar (dcera) – tütreke (dcerka)               |
| e - 0                         | sõber (přítel) - sõbrad (přátelé)              |
| i - 0                         | laulis (zpíval) – laulsin (zpíval jsem)        |
| u - 0                         | haigur (volavka) – haigrupesa (volavčí hnízdo) |
| i - e                         | rida (řada) – reas (v řadě)                    |
| u - o                         | tuba (pokoj) – toast (z pokoje)                |
| ü - ö                         | ütleme (říkáme) – öelda (říkat)                |
| oo - uu                       | toon (přinesu) – tuua (přinést)                |
| öö - üü                       | sööte (jíte) – süüa (jíst)                     |

## Plný a zkrácený kmen
Každé slovo, které se dá skloňovat či časovat, má v estonštině kmen zakončený samohláskou (např. jää- - led). Některá mají navíc tzv. zkrácený kmen, bez samohlásky:
| Plný stupeň kmene |                 |
| ----------------- | --------------- |
| laula-            | laulan (zpívám) |
| silma-            | silmad (oči)    |
| tule-             | tuleb (přijde)  |

| Zkrácený stupeň kmene |                 |
| --------------------- | --------------- |
| laul-                 | laulma (zpívat) |
| silm-                 | silm (oko)      |
| tul-                  | tulnud (přišel) |

## Silný a slabý stupeň kmene
Ohebná slova mohou mít kmen buď ve slabém nebo silném stupni. Síla kmene se určuje podle druhu změny, kterou prodělává. Jde-li o kvalitativní změnu, silný je kmen, který je delší, hláskově různorodější. Je-li změna kvantitativní, za silný kmen se považuje tvar s delší formou hlásky.
V silném stupni se může objevit plný i redukovaný stupeň, ve slabém pouze redukovaný.

## Skloňování
Podstatná a přídavná jména ani zájmena nemají gramatický rod. Všechna jména se skloňují podle 14 pádů. Jsou to nominativ, genitiv, partitiv, illativ, inessiv, elativ, allativ, adessiv, ablativ, translativ, terminativ, essiv, abessiv a komitativ. Pádové koncovky se často užívají k vyjádření gramatických vztahů, jež se v češtině vyjadřují předložkami (v, do, z, na atd.).
Skloňování se v jednotném a množném čísle neliší tolik jako v češtině. S výjimkou několika pádů (nominativ, genitiv, partitiv, illativ) užívá plurál stejné koncovky jako singulár, pouze před ně přidává -de-, -te-, -e-, -i- nebo -u- , [*] záleží na skloňovacím vzoru.
| Název pádu | Koncovky singuláru  | Koncovky plurálu     | Vyjadřuje                                                    | Příklad                                                  |
| ---------- | ------------------- | -------------------- | ------------------------------------------------------------ | -------------------------------------------------------- |
| nominativ  | -, -s, -i           | -d                   | podmět úplný, přísudek jmenný, předmět, doprovodnou okolnost | Maja on suur./ Dům je velký.                             |
| genitiv    | -                   | -de, -te, -e         | příslušnost, vztah, vlastnictví, předmět                     | See on venna auto./To je bratrovo auto.                  |
| partitiv   | -, -d, -t, -st, -da | e, -i, -u, -id, -sid | část, množství, předmět, podmět částečný                     | Kott kartuleid./Pytel brambor.                           |
| illativ    | -, -sse, -de, -h-   | -[*]sse              | směr dovnitř                                                 | Ta tuli tuppa./Vešla do pokoje.                          |
| inessiv    | -s                  | -[*]s                | polohu uvnitř                                                | Milles on probleem?/V čem je problém?                    |
| elativ     | -st                 | -[*]st               | směr zevnitř, materiál, příčinu                              | Puust maja./Dům ze dřeva.                                |
| allativ    | -le                 | -[*]le               | směr někam, nepřímý předmět                                  | Pane see lauale./Polož to na stůl.                       |
| adessiv    | -l                  | -[*]l                | polohu na povrchu, podmět s "mít"                            | Ta istus kaldal./Seděl na břehu.                         |
| ablativ    | -lt                 | -[*]lt               | směr od                                                      | Sain neilt tervituse./Dostal jsem od nich pozdrav.       |
| translativ | -ks                 | -[*]ks               | výsledek proměny                                             | Võttis ta naiseks./Vzal si ji za ženu.                   |
| terminativ | -ni                 | -[*]ni               | hranici (až kam, až po co)                                   | Seisis põlvini vees./Stál po kolena ve vodě.             |
| essiv      | -na                 | -[*]na               | úlohu, povolání                                              | Välismaalasena/Jakožto cizinec                           |
| abessiv    | -ta                 | -[*]ta               | nepřítomnost, chybění                                        | Ei ole roosi okkata./Není růže bez trní.                 |
| komitativ  | -ga                 | -[*]ga               | společnost, nástroj                                          | Läksime lastega jalutama./Šli jsme s dětmi na procházku. |

## Stupňování přídavných jmen
Komparativ (2. stupeň) se tvoří přidáním koncovky -em, superlativ (třetí stupeň) přidáním koncovky -im.
| Pozitiv      | Komparativ      | Superlativ         |
| ------------ | --------------- | ------------------ |
| noor (mladý) | noorem (mladší) | noorim (nejmladší) |

## Příklady

### Číslovky
| Estonsky | Česky |
| üks      | jeden |
| kaks     | dva   |
| kolm     | tři   |
| neli     | čtyři |
| viis     | pět   |
| kuus     | šest  |
| seitse   | sedm  |
| kaheksa  | osm   |
| üheksa   | devět |
| kümme    | deset |

## Vzorový text
Všeobecná deklarace lidských práv.
estonsky
Kõik inimesed sünnivad vabadena ja võrdsetena oma väärikuselt ja õigustelt. Neile on antud mõistus ja südametunnistus ja nende suhtumist üksteisesse peab kandma vendluse vaim.
česky
Všichni lidé se rodí svobodní a sobě rovní co do důstojnosti a práv. Jsou nadáni rozumem a svědomím a mají spolu jednat v duchu bratrství.